# Neptun (planeta)
Neptun (česky zastarale Vodopán) je osmá, od Slunce nejvzdálenější planeta sluneční soustavy; řadí se mezi plynné obry. S rovníkovým průměrem okolo 50 000 km spadá mezi menší plynné obry sluneční soustavy. Podobně jako u ostatních plynných obrů je možno přímo pozorovat pouze svrchní vrstvy atmosféry, ve kterých je vidět několik velkých temných skvrn, připomínajících skvrny v atmosféře Jupiteru. Neptun má charakteristicky modrou barvu, která je zapříčiněna mj. přítomností většího množství metanu v atmosféře. Není to ale tak sytě modrá, jak často prezentují fotografie, které prošly úpravou, ale jen lehce namodralá.
Planeta Neptun je značně podobná Uranu, obě planety mají rozdílné složení než další plynní obři sluneční soustavy Jupiter a Saturn. Uran a Neptun jsou proto někdy vyčleňováni do zvláštní kategorie jako tzv. „ledoví obři“. Atmosféra Neptunu je složena převážně z vodíku a hélia s větším podílem vody, čpavku a metanu. Vnitřní stavba planety je spíše kamenitá a navíc obohacená vodním ledem.
Planeta byla objevena 23. září 1846 Johannem Gallem jako vůbec jediná na základě matematických výpočtů. Ty provedl francouzský astronom Urbain Le Verrier. Ten vypočítal přibližnou lokaci planety, když si všiml gravitačních odchylek v pohybu planety Uran. 23. září 1846 informoval Galla o svých výpočtech a tu samou noc Galle a jeho asistent Heinrich Louis d’Arrest identifikovali Neptun v berlínské observatoři. Na základě pozorování pohybu tělesa v porovnání s relativním pozadím za 24 hodin potvrdili, že se jedná o planetu. Následně planeta dostala své jméno podle římského boha moří Neptuna.

## Vznik a vývoj planety
Předpokládá se, že Neptun vznikl stejným procesem jako Jupiter z protoplanetárního disku před 4,6 až 4,7 miliardami let. Existují dvě hlavní teorie, jak mohly velké plynné planety vzniknout a zformovat se do současné podoby. Jedná se o teorii akrece a teorii gravitačního kolapsu.
- Teorie akrece předpokládá, že se v protoplanetárním disku postupně slepovaly drobné prachové částice, čímž začaly vznikat větší částice a posléze balvany. Neustálé srážky těles vedly k jejich narůstání, až vznikla tělesa o velikosti několik tisíc kilometrů. Tato velká železokamenitá tělesa se stala zárodky terestrických (kamenných) planet. Předpokládá se, že podobná tělesa mohla vzniknout i ve vzdálenějších oblastech sluneční soustavy, kde vlivem velké gravitace začala strhávat do svého okolí plyn a prach, který se postupně začal nabalovat na pevné jádro, až planeta dorostla do dnešní velikosti.[17]
- Teorie gravitačního kolapsu naopak předpokládá, že velké planety nevznikaly postupným slepováním drobných částic, ale poměrně rychlým smrštěním z nahuštěného shluku v zárodečném disku podobným způsobem, který je znám při vzniku hvězd. Podle teorie několika gravitačních kolapsů, jejímž autorem je Alan Boss z Carnegie Institution of Washington, byl vznik plynných obrů krátký a v případě planety Neptun trval jen několik století.[16]

V poslední době existují názory popírající tyto teorie vzniku. Argumentuje se, že Neptun a Uran nemohly vzniknout v takovéto vzdálenosti od Slunce, jelikož protoplanetární disk v této oblasti nemohl být dostatečně hustý na akreci takto velkých těles, jak naznačují současné modely. Případným vysvětlením by mohla být lokální nestabilita v protoplanetárním disku. Alternativní hypotéza předpokládá, že planeta vznikla blíže Slunci, kde byla hustota meziplanetární látky větší a až časem došlo k planetární migraci na současnou oběžnou dráhu. Hypotéza migrace je v současnosti mezi planetology favorizována, jelikož umožňuje lépe vysvětlit malé objekty za drahou Neptunu.
Vznik velkých Neptunových měsíců proběhl pravděpodobně stejným způsobem, jakým vznikaly kamenné planety. Jelikož je však Neptun od Slunce velmi vzdálen, v žádné z fází vzniku měsíců nevystoupila teplota na vysoké hodnoty jako v případě okolí Jupitera. Vlivem nízkých teplot tak nedošlo k úniku lehce tavitelných látek z původního disku okolo vznikající planety.

## Fyzikální a chemické vlastnosti

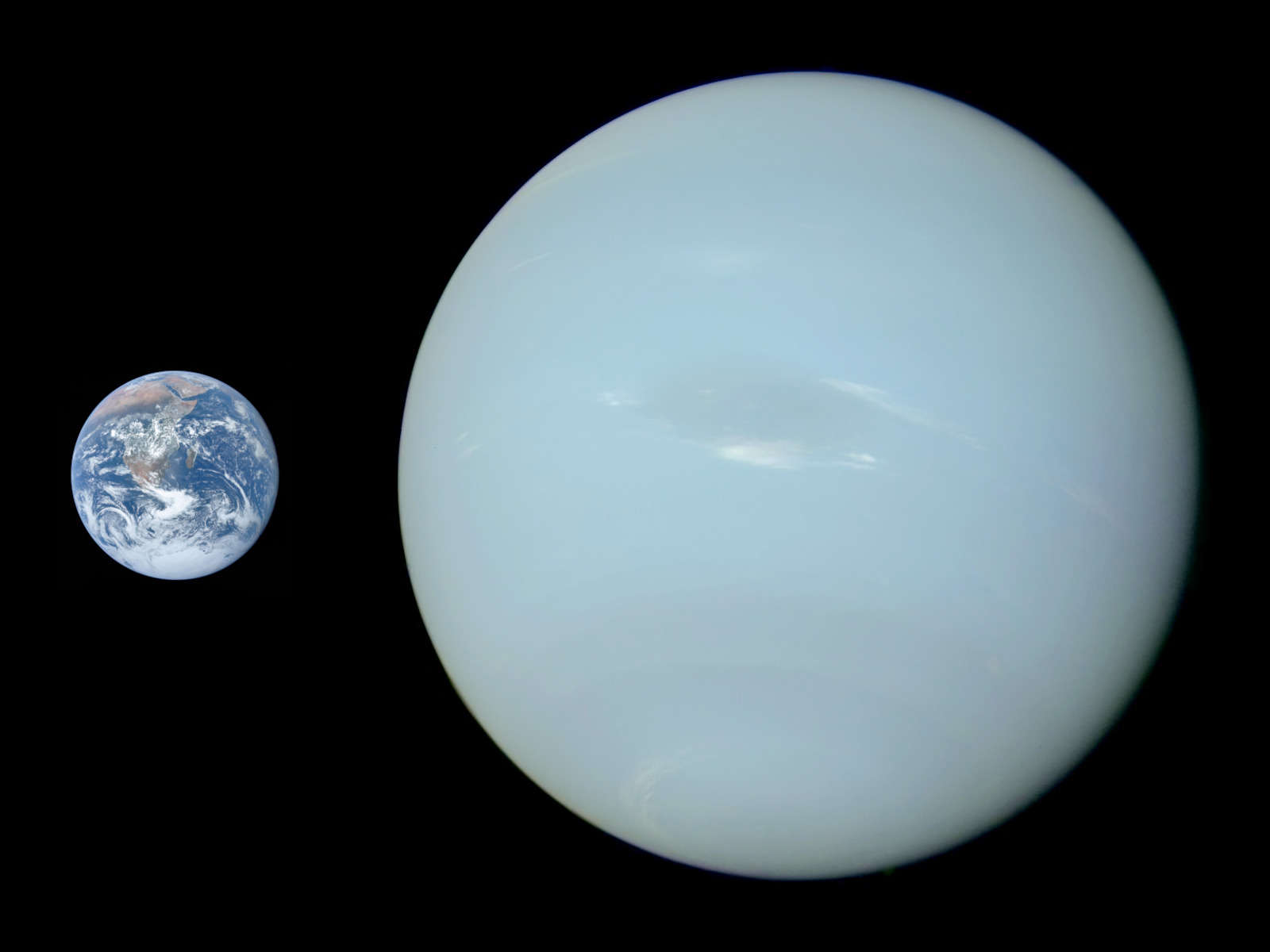
Porovnání se Zemí

Neptun je svým vzhledem, velikostí i hmotností velmi podobný Uranu. S hmotností 1,0243×1026 kg je Neptun těleso nacházející se mezi hmotností Země a většími plynnými obry. V porovnání se Zemí je Neptun sedmnáctkrát hmotnější, ale zároveň jeho hmotnost dosahuje pouze 1/19 hmotnosti Jupitera. Poloměr rovníku Neptunu je 24 764 km – čtyřikrát větší než Země. Jelikož je Uran a Neptun podobného složení tvořeného částečně ledem, občas se vyčleňují ze skupiny plynných obrů do skupiny tzv. ledových obrů. I přes to, že Neptun je mnohem dále od Slunce než Uran, je teplota povrchu o něco málo vyšší a dosahuje −213 °C.
Složení Neptunu je nejspíše velice podobné složení Uranu, a planeta je tedy složena převážně z ledu, kamení s obsahem okolo 15 % vodíku a menšího množství hélia.

### Vnitřní stavba

1 – horní vrstva atmosféry, vrcholky mraků
2 – atmosféra složená z vodíku, hélia a metanu
3 – plášť tvořený vodou, čpavkem a ledem metanu
4 – kamenoledové jádro

Předpokládá se, že oblast jádra zabírá přibližně dvě třetiny poloměru planety a že je složena z kamenného jádra ve středu, ledu a tekutého čpavku s metanem. Kamenné jádro je asi složeninou železa, niklu a silikátů. Hmotnost jádra se odhaduje na 1,2 hmotnosti Země, teploty a tlak se zde pohybují okolo 5130 K respektive 7 Mbar.
Nad tímto velkým jádrem se nachází třetina planety v podobě pláště tvořená nejspíše směsicí horkých plynů vodíku, hélia, vody a metanu, který způsobuje i charakteristickou modrou barvu planety. Při odrazu světla od planety metan nejvíce rozptyluje modré paprsky a naopak absorbuje červenou část spektra. Předpokládá se, že plášť by mohl dosahovat desetinásobku až patnáctinásobku hmotnosti Země.
Měření za pomoci mikrovlnného záření naznačují, že teplota na Neptunu (jako u ostatních planet) roste s hloubkou. Před měřením sondy Voyager 2 se předpokládalo, že teplota Neptunu bude přibližně −228 °C, ale sonda naměřila −218 °C. Tento rozdíl v naměřených hodnotách naznačuje, že Neptun má podobně jako Jupiter a Saturn vnitřní zdroj energie. V plášti, kde se nachází přehřátý plyn, je teplota v rozmezí 1730 až 4730 °C. Modely naznačují, že by se v hloubce okolo 7000 km mohly nacházet podmínky, které by umožňovaly vznik diamantů z metanu. Vzniklé diamanty by pak padaly k jádru planety.

### Atmosféra

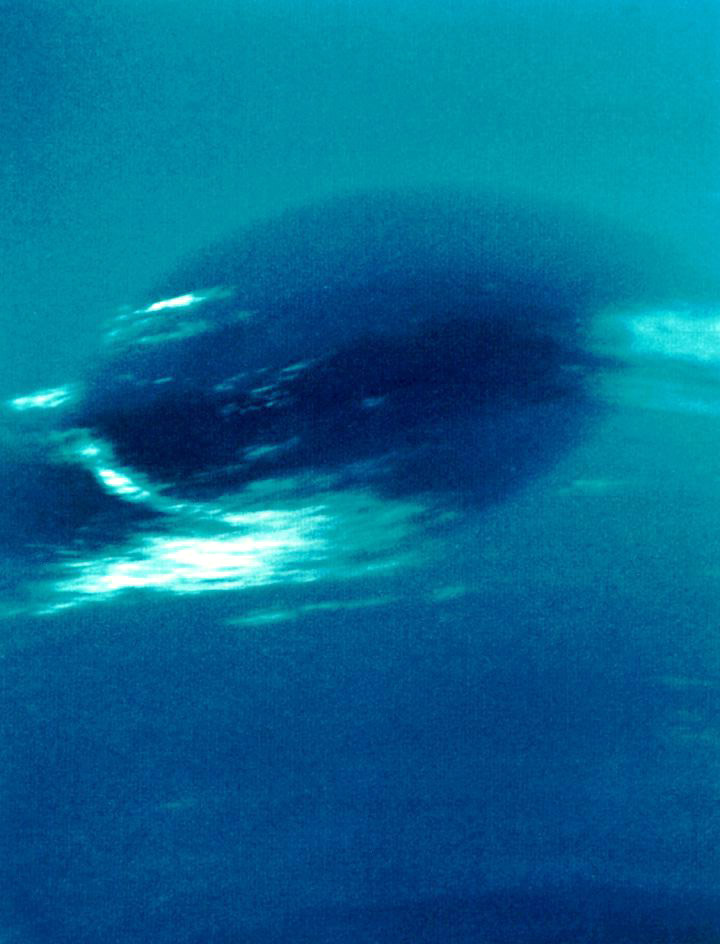
Velká tmavá skvrna vyfotografovaná sondou Voyager 2

Atmosféra Neptunu má zelenomodrou barvu, zabírá nejspíše 5 až 10 % celkové hmotnosti planety a rozkládá se do hloubky 10 až 20 % planetárního poloměru. Je o mnoho bouřlivější, proměnlivější než atmosféra Uranu. V horních vrstvách je složena převážně z vodíku (80 %) a hélia (19 %). Mraky různé výšky jsou v ní unášeny rychlostí více než 1000 km/h (v okolí Velké tmavé skvrny až 2000 km/h – jde o nejvyšší zjištěnou rychlost ve sluneční soustavě). Většina větrů, které na planetě vanou, se pohybuje západním směrem souběžně s rovníkem, a tedy proti rotaci planety. Jsou soustředěny do pásů podobně jako v atmosféře Jupiteru a mají průměrnou dobu oběhu 19 hodin. Jelikož doba rotace planety je 16 hodin, atmosféra planety rotuje rychleji než samotná planeta.

#### Počasí a atmosférické útvary

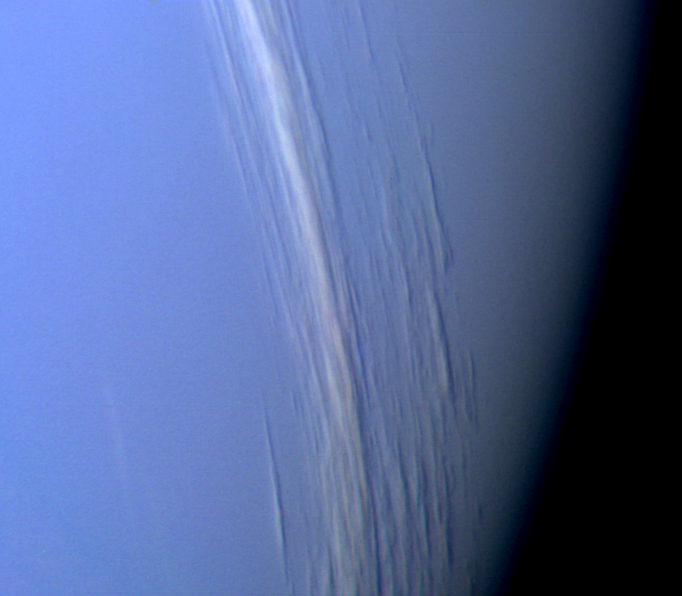
Pásy mraků ve vysoké nadmořské výšce vrhají stíny na spodní mraky Neptunu

Zajímavým jevem byla v době průletu sondy Voyager 2 Velká tmavá skvrna na jižní polokouli, široká jako Země (či jako polovina známé Velké rudé skvrny na Jupiteru). Nejspíš to byl obrovský vír, otáčející se rychlostí více než 600 km/h, ale existují i hypotézy, že se jednalo o obrovskou bublinu vystupující z hlubších částí planety. Větry pohybovaly skvrnou na západ rychlostí okolo 1080 km/h. Opětovné pozorování Neptunu v roce 1994 Hubbleovým vesmírným dalekohledu ukázalo, že Velká tmavá skvrna zmizela či byla překryta dalšími útvary v atmosféře. Vyjma Velké temné skvrny byla v atmosféře pozorována i tzv. Malá temná skvrna.
V největší výšce obrovskou rychlostí prolétají malé jasné obláčky, o kterých se soudí, že jsou tvořeny ledovými krystaly metanu. Vyjma skvrn byly během průletu sondy Voyager 2 objeveny i dlouhé světlé mraky v horní části atmosféry planety, které se pohybovaly kolem planety každých 16 hodin. Vžilo se pro ně označení „skútr“.
V atmosféře planety byly pozorovány i mraky nápadně připomínající pozemské cirry. Předpokládá se, že by tato mračna mohla být spíše než vodním ledem tvořena krystalky metanu, který v atmosféře tvoří 2,5 až 3 %.

#### Roční období

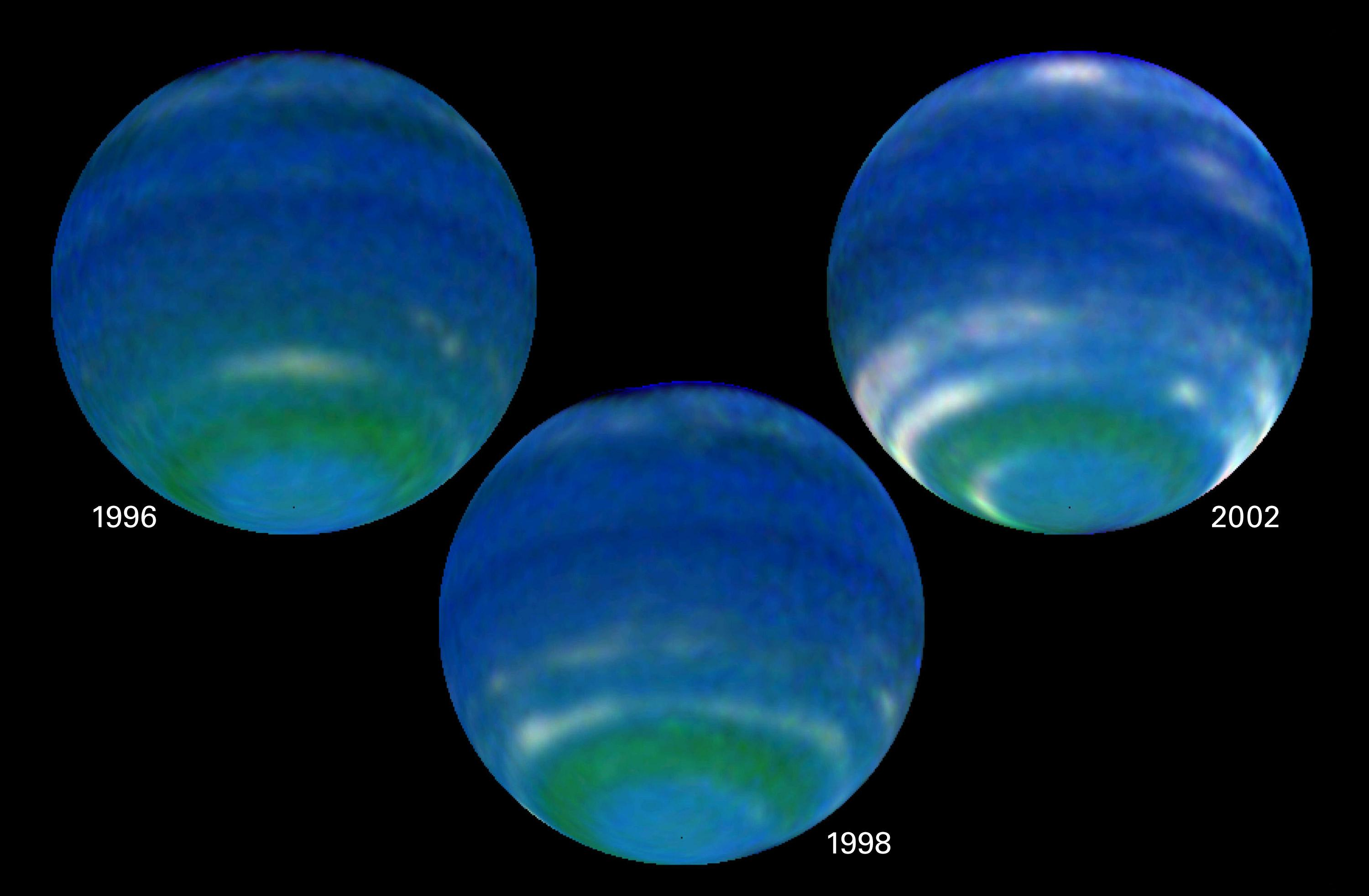
Změna teploty v oblasti jižního pólu jako důkaz změny ročních období (zdroj Hubbleův vesmírný dalekohled)

Šest let pozorování Hubbleova vesmírného dalekohledu naznačují, že v atmosféře planety dochází ke střídání ročních období podobně jako na Zemi. Dle snímků dochází na jižní polokouli k výraznému nárůstu odraženého světla, což je vysvětlováno právě změnou roční doby. Od roku 1996 docházelo k roku 2002 postupně k nárůstu světlosti jižní části planety, které bylo způsobováno nárůstem množství světlejších mraků v této oblasti, což podpořilo předchozí pozorování prováděné od roku 1980 na půdě Lowellovy observatoře v Arizoně. Předpokládá se, že podobně jako na Zemi, i na Neptunu panují čtyři roční období, které se budou projevovat teplejším létem a studenou zimou s postupným přechodem přes jaro a podzim. Na základě doby oběhu planety okolo Slunce, která je přibližně 165 let, je patrné, že délka ročních období na Neptunu bude dosahovat okolo 40 let pro jednotlivou periodu. Pro definitivní potvrzení teorie o ročních obdobích bude potřeba pokračovat s pozorováními přibližně dalších 20 let (údaj k roku 2005), po které by mělo docházet neustále ke zvyšování jasu jižních oblastí planety.
Teorii o střídání ročních období podporuje skutečnost, že rotační osa planety je skloněná o 29°, v případě Země je to 23,5°.

#### Magnetosféra
Sonda Voyager 2 během průletu detekovala i magnetické pole, které je, podobně jako Uranovo dipólové magnetické pole, podivně orientované. Sklon osy je 47° vzhledem k rotační ose a osa je posunutá od středu o 0,55 poloměru planety (přibližně o 13 000 km). Předpokládá se, že vznik magnetického pole je spojen s pohybem vodivého materiálu (nejspíše vody) ve středních vrstvách planety. Jelikož je magnetické pole stejně podivně orientované i u Uranu, vědci se domnívají, že by se mohlo jednat o obecnou vlastnost ledových obrů. Hodnota magnetického pole na rovníku planety dosahuje 14 μT a magnetický dipólový moment 0,2×1018 Tm3. Je tedy 27krát větší než je magnetický dipólový moment Země.
Magnetické pole způsobuje i polární zář v oblasti pólů, která byla pozorována. Předpokládá se, že magnetosféra sahá do podobné vzdálenosti jako u Uranu.

### Přijímaná a vydávaná energie
Neptun je velmi daleko od Slunce, a proto na jednotku plochy dostává 900krát méně sluneční energie než Země. Zajímavostí však je, že vyzařuje 2,7krát více energie, než přijímá. V současnosti zdroj této vnitřní vyzařované energie není známý. Vyzařovaná energie však vysvětluje existenci bouřlivých procesů v atmosféře Neptunu.

## Dráha a rotace

Neptun (červená dráha) dokončí oběh Slunce (uprostřed) po 164,79 oběhů Slunce Země. Světle modrý objekt je Uran.

Neptun obíhá Slunce ve střední vzdálenosti 4 498 252 900 km. Planeta se přibližuje ke Slunci nejvíce na 4 459 631 496 km a vzdaluje na 4 536 874 325 km. Vlivem velké excentricity dráhy Pluta se Neptun může dočasně ocitnout dál od Slunce než Pluto. Když se Pluto počítalo za planetu, docházelo tak k tomu, že se Neptun v takových dobách dostával na devátou pozici v pořadí planet podle vzdálenosti.
Okolo Slunce Neptun oběhne jednou za 165 let a kolem své osy se otočí za 16 hodin a 7 minut.

### Trojáni Neptunu
Podobně jako v případě Jupiteru byla i v libračních bodech Neptunu objevena tělesa, která sdílejí stejnou oběžnou dráhu jako planeta Neptun. Tento objev z roku 2003 přispěl k poznatku, že tito takzvaní trojáni se vyskytují i u dalších planet sluneční soustavy, a ne pouze v okolí Jupiteru, což se ostatně již déle před samotným pozorováním těchto těles u Neptunu předpokládalo. V květnu 2008 bylo známo celkem 6 trojánů kopírujících oběžnou dráhu Neptunu, které se nacházejí kolem čtvrtého libračního bodu L4 ležícího před samotnou planetou v úhlu 60°.

## Prstence

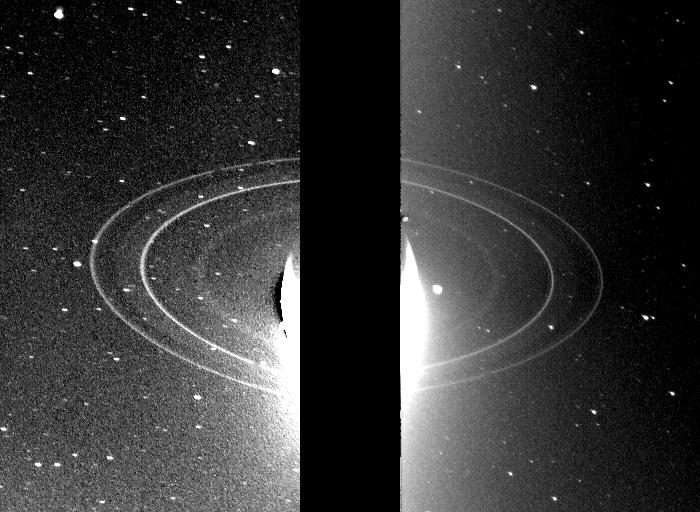
Prstence planety, jak je viděla sonda Voyager 2

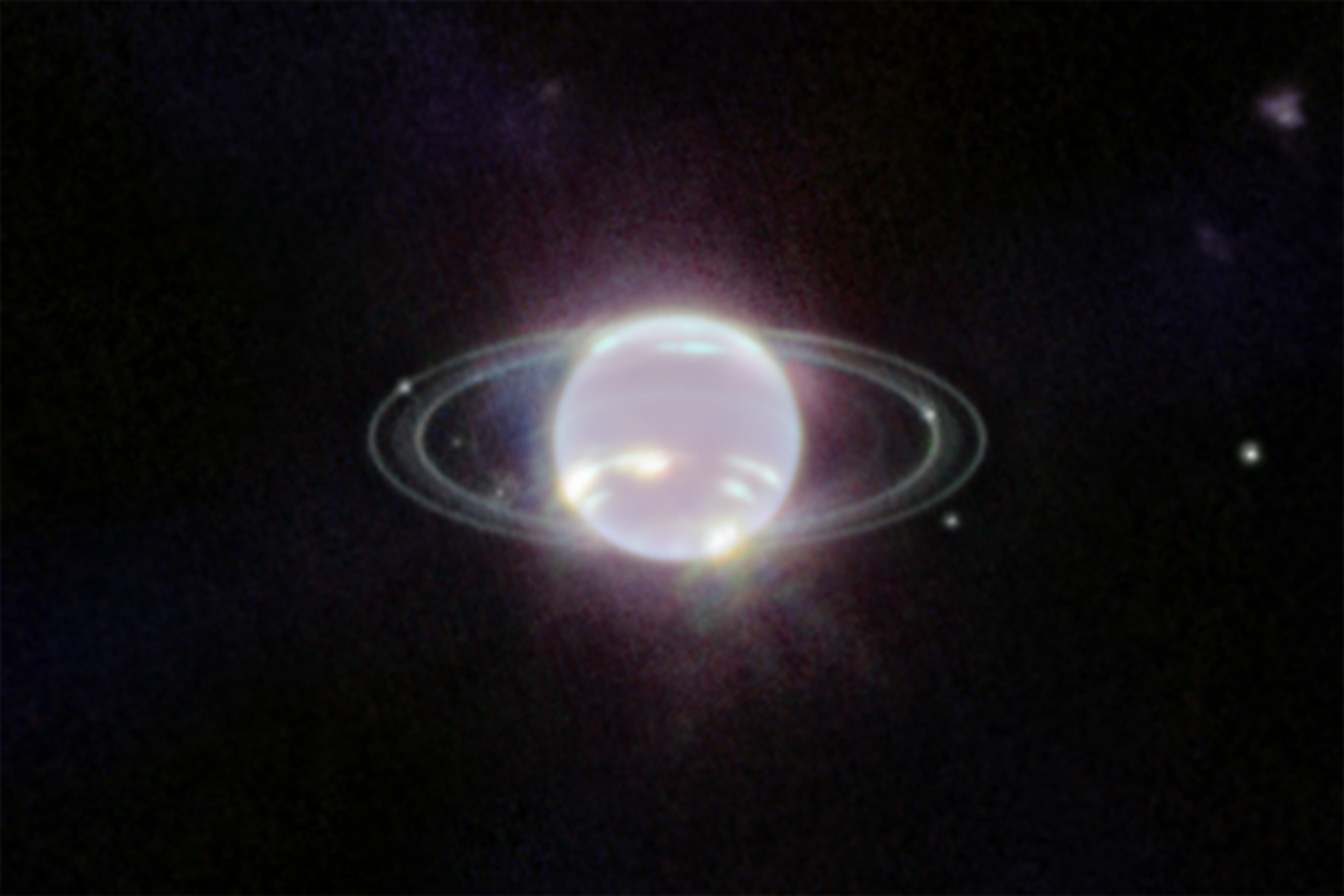
Prstence planety, tak jak je viděl vesmírný dalekohled Jamese Webba

Existence prstenců okolo planety byla známa již od 60. let 20. století, definitivně je ale potvrdila až sonda Voyager 2, která pomohla objevit tři prstence okolo Neptunu, později byly objeveny další dva prstence. K roku 2009 je známo celkem pět prstenců: Galle, Le Verrier, Lassell, Arago a prstenec Adams. Jsou velmi nevýrazné a tenké a podobně jako u Jupiteru a Saturnu jsou značně tmavé. Jejich složení je neznámé. Nejvzdálenější a nejvýznamnější z nich prstenec Adams je zvláštní tím, že tvoří asi tři výraznější oblouky, poblíž kterých je nejvíc hmoty. Tato zhuštění mají i vlastní pojmenování: Volnost, Rovnost a Bratrství. Po prstenci Adams následuje bezejmenný prstenec se stejnou oběžnou drahou, jako má měsíc Galatea. Za ním je prstenec Leverrier s vnějším protažením v podobě Lassella a Arga a nejblíže k planetě se nachází tenký, ale široký prstenec Galle.

## Měsíce

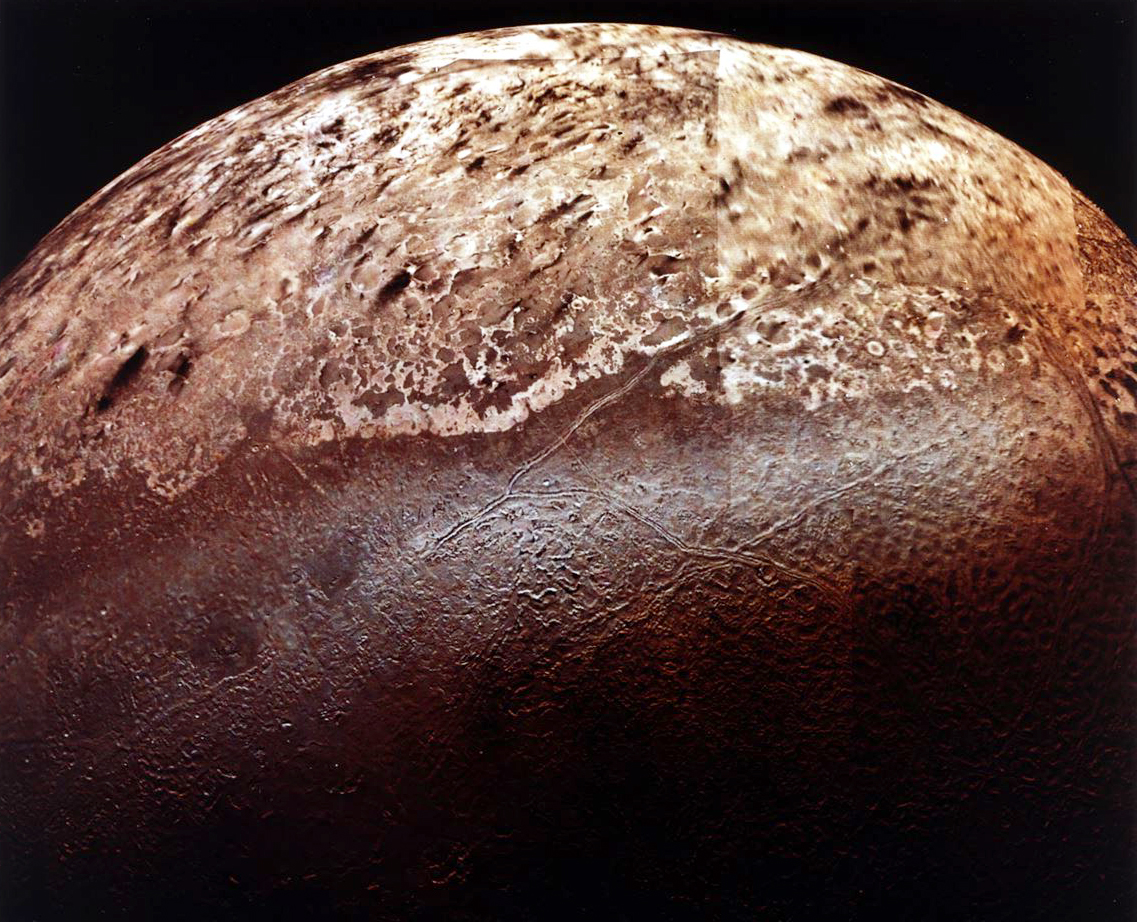
Povrch měsíce Triton

V současné době (červen 2024) známe 16 měsíců Neptunu. Největší z nich je Triton, který byl objeven jen 17 dní po objevu vlastní planety. Je to nejchladnější těleso pozorované ve sluneční soustavě. Teplota jeho povrchu je −228 °C (45 K). Kromě Tritonu a dalšího původně známého měsíce Nereida objevila dalších šest měsíců americká sonda Voyager 2 při průletu kolem Neptunu v průběhu roku 1989. Dalších 5 měsíců bylo objeveno v letech 2002 a 2003. Poslední, v pořadí 14. měsíc S/2004 N 1 byl objeven pomocí Hubbleova vesmírného dalekohledu v roce 2013.
Předpokládá se, že některé měsíce Neptunu, např. Triton, jsou tělesa, která původně vznikla v jiné části sluneční soustavy, jako nejpravděpodobnější se jeví oblast Kuiperova pásu. Tato tělesa byla později zachycena Neptunem do gravitační pasti, čemuž napovídá například retrográdní rotace měsíce Tritonu. Společně se zachycením Tritonu došlo nejspíše ke vzniku vnitřních měsíců. Přílet Tritonu do soustavy mohl způsobit narušení oběžných drah ostatních těles, jelikož se Triton stal největším měsícem v soustavě Neptunu, což způsobilo pozdější vzájemné srážky menších těles, jejich rozpady a spojování vedoucí k celkové přeměně vnitřních měsíců.

## Pozorování

### Objev

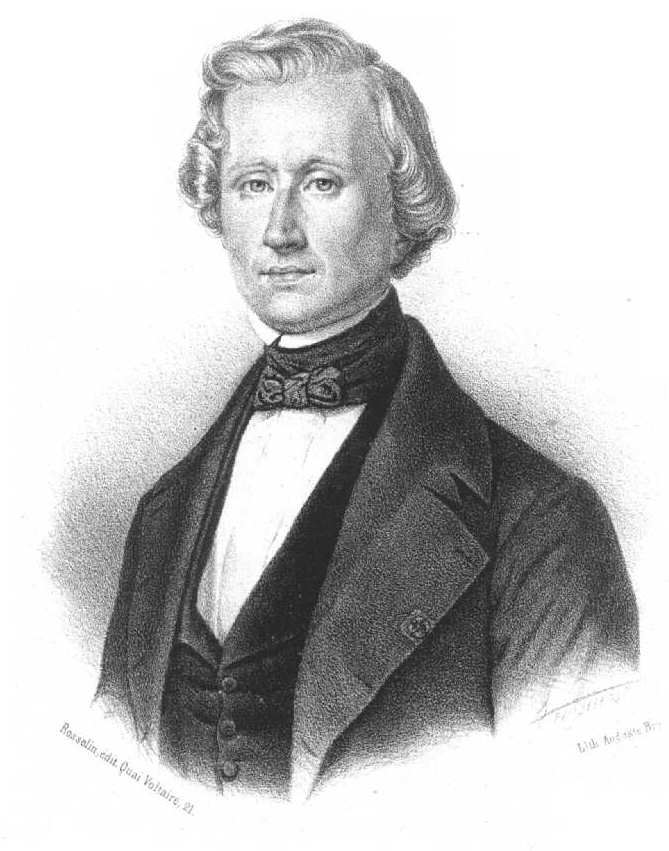
Matematik Urbain Le Verrier, který výpočty předpověděl pozici Neptunu

Jako první opakovaně pozoroval Neptun svým nedlouho předtím zkonstruovaným dalekohledem italský fyzik Galileo Galilei na přelomu let 1612 a 1613. Planetu, která se tehdy při pohledu ze Země nacházela v blízkosti Jupiteru, však mylně považoval za hvězdu a náznakům jejího (ve dnech pozorování obzvlášť slabého) pohybu nevěnoval další pozornost.
Počátkem 19. století francouzský astronom Alexis Bouvard publikoval podrobné tabulky poloh tří tehdy známých obřích planet. Ukázalo se, že v případě planety Uranu se nová pozorování s tabulkovými propočty znatelně rozcházejí. Bouvard po dalším pečlivém zkoumání těchto nepravidelností v pohybu Uranu vyslovil hypotézu, že pozorované odchylky mají svůj původ v gravitačním působení další, dosud neznámé planety. V letech 1843 až 1846 přibližnou polohu předpokládaného tělesa nezávisle na sobě vypočítali francouzský astronom Urbain Le Verrier a anglický astronom John Couch Adams. Zatímco Adamsovy výpočty byly známy jen úzkému kruhu britských astronomů, kteří potají vyvíjeli horečné úsilí o nalezení planety, Le Verrier své postupně zpřesňované výpočty zveřejňoval, ale coby astronom-matematik nenacházel nikoho z francouzských pozorovatelů, kdo by byl ochoten prověření jeho díla věnovat čas. Nakonec se Le Verrier obrátil dopisem na astronoma Johanna Gottfrieda Galleho z berlínské hvězdárny.
Psaní dorazilo do Berlína 23. září 1846. Galle a jeho asistent Heinrich Louis d'Arrest nemarnili čas a ještě téhož večera se podle Le Verrierových doporučení pustili do pozorování. Ani ne po hodině se jim necelý stupeň od předpovězené polohy podařilo nalézt „hvězdu“, která na jejich čerstvé mapě hvězdné oblohy v těchto místech nebyla zakreslena. Když následující noci opakované pozorování podezřelého objektu potvrdilo zřetelnou změnu jeho polohy, nebylo již pochyb, že byla objevena osmá planeta sluneční soustavy. Souběžná snaha britských astronomů vyšla naprázdno, zejména kvůli velkému rozptylu Adamsových výpočtů, které je postupem času spíše sváděly ze stopy (Adamsovy výsledky v době objevu planety udávaly polohu o 12 stupňů mimo), svou roli také sehrály neuspokojivé britské hvězdné mapy.

### Pozorování pozemskými teleskopy

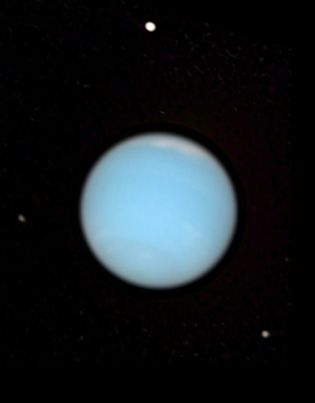
Pohled na Neptun v přírodních barvách s měsíci Proteus (nahoře), Larissa (vpravo dole) a Despina (vlevo), HST

Na konci 20. století astronomové začali získávat o Neptunu značné množství informací pomocí speciálních teleskopů umístěných na orbitální dráze kolem Země, ale také z obrovských teleskopů přímo na Zemi. Snímky z 80. let nepřinášely možnost detailnějších pozorování kvůli rušivému efektu zemské atmosféry. V 90. letech se začal využívat systém adaptivní optiky, který znamenal revoluci v pozorování vzdálených objektů a vedl k tomu, že dnešní snímky jsou kvalitnější než snímky zasílané prostřednictvím teleskopů na oběžné dráze a značně se přibližují kvalitě snímků pořízených sondou Voyager 2.

### Pozorování Hubbleovým vesmírným dalekohledem
Neptun byl detailně sledován Hubbleovým vesmírným dalekohledem ve druhé polovině 90. let 20. století. Pozorování mimo rušivé vlivy pozemské atmosféry probíhala po dobu šesti let, což umožnilo pořídit sérii snímků, které ukazují dynamické změny v atmosféře planety po dobu 16 hodin sledování. Na základě snímků mohla být vytvořena animace jevů v atmosféře pomáhající vědcům sledovat pohyby mračen v horních částech atmosféry či sledovat silný jet stream v oblasti rovníku. Současně pomohl po šestiletém sledování objevit sezónní změny v atmosféře a umožnil vznik hypotézy o střídání ročních období (planeta byla snímkována v letech 1996, 1998 a 2002).
Kromě Hubbleova dalekohledu byl použit pro podpůrná měření i Spitzerův vesmírný dalekohled sledující vesmír v infračerveném spektru.

### Výzkum sondou Voyager2

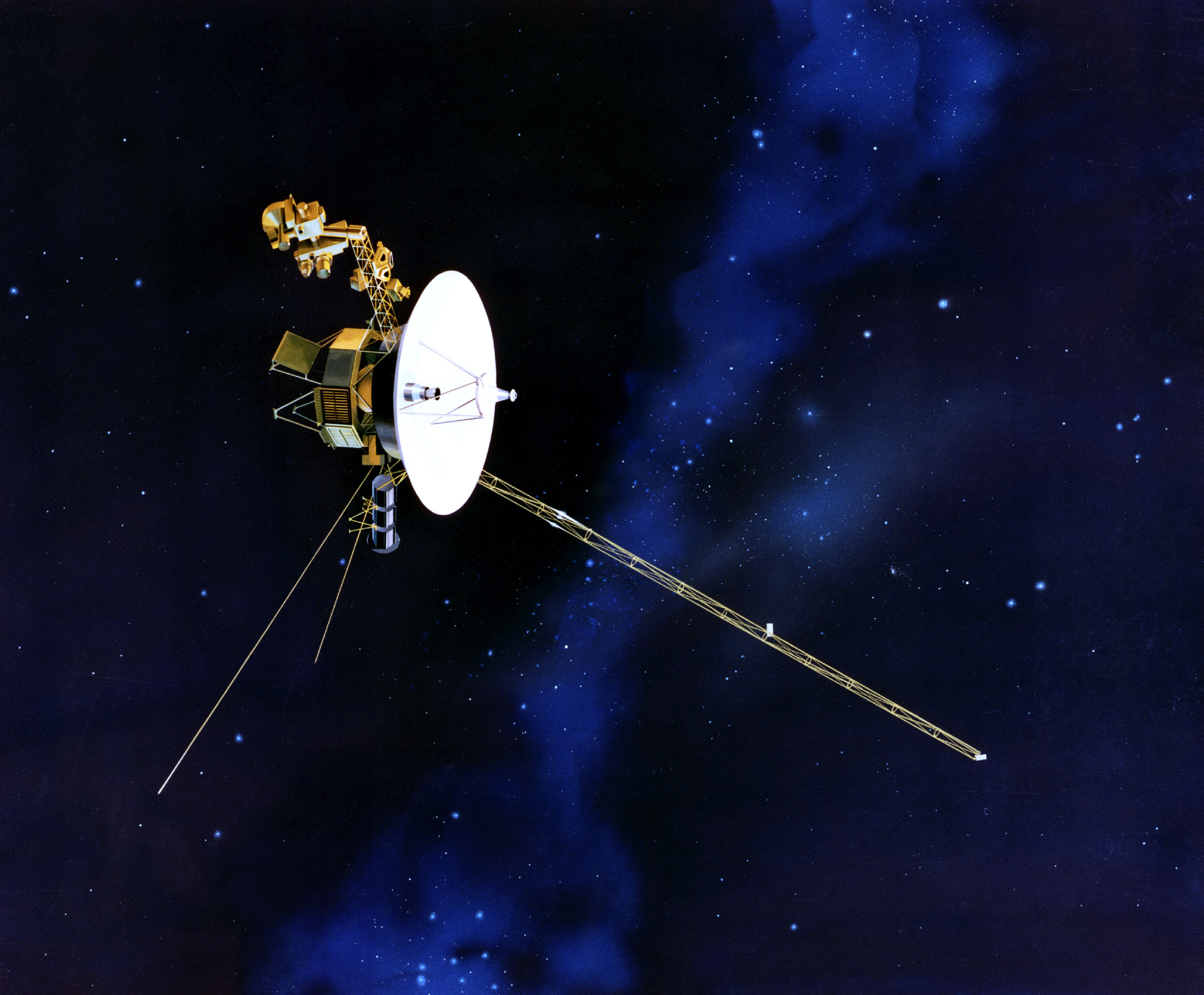
Kosmická planetární sonda Voyager 2 v představách umělce

Za celou dobu kosmických letů byl Neptun pro svoji velkou vzdálenost od Slunce zkoumán pouze jedinou planetární sondou, jíž byl americký Voyager 2, který v roce 1989 prolétl okolo planety.
Nejbližší přiblížení k Neptunu nastalo 25. srpna 1989, ale sonda pozorovala planetu od června do října. Protože to byla poslední velká planeta, kterou mohl Voyager 2 zkoumat, bylo rozhodnuto prolétnout blízko severního pólu planety (ve vzdálenosti 5000 km nad pólem) a pak i kolem měsíce Triton (ve vzdálenosti 40 000 km).
Během průletu kolem Neptunu sonda objevila Velkou tmavou skvrnu, již však Hubbleův vesmírný dalekohled později nenalezl, což vedlo k názoru, že skvrna již zmizela a že se podobně jako u Jupiteru jednalo o atmosférickou poruchu. Původně se předpokládalo, že se jedná o obrovské mračno. Později se usoudilo, že se jednalo o mezeru v oblačnosti Neptunu, která umožňovala spatřit nižší vrstvy atmosféry planety. V oblasti pólu sonda pozorovala polární záři. Během průletu kolem planety sonda odeslala k Zemi okolo 10 000 fotografií.
Sonda pomohla změřit velikost planety, rychlost rotace atmosféry a objevila magnetické pole planety. Současně potvrdila existenci Neptunových prstenců a objevila šest nových měsíců.

#### Průlety kosmických sond
| Název     | Datum     |
| --------- | --------- |
| Voyager 2 | 25.8.1989 |

### Plánované vesmírné sondy

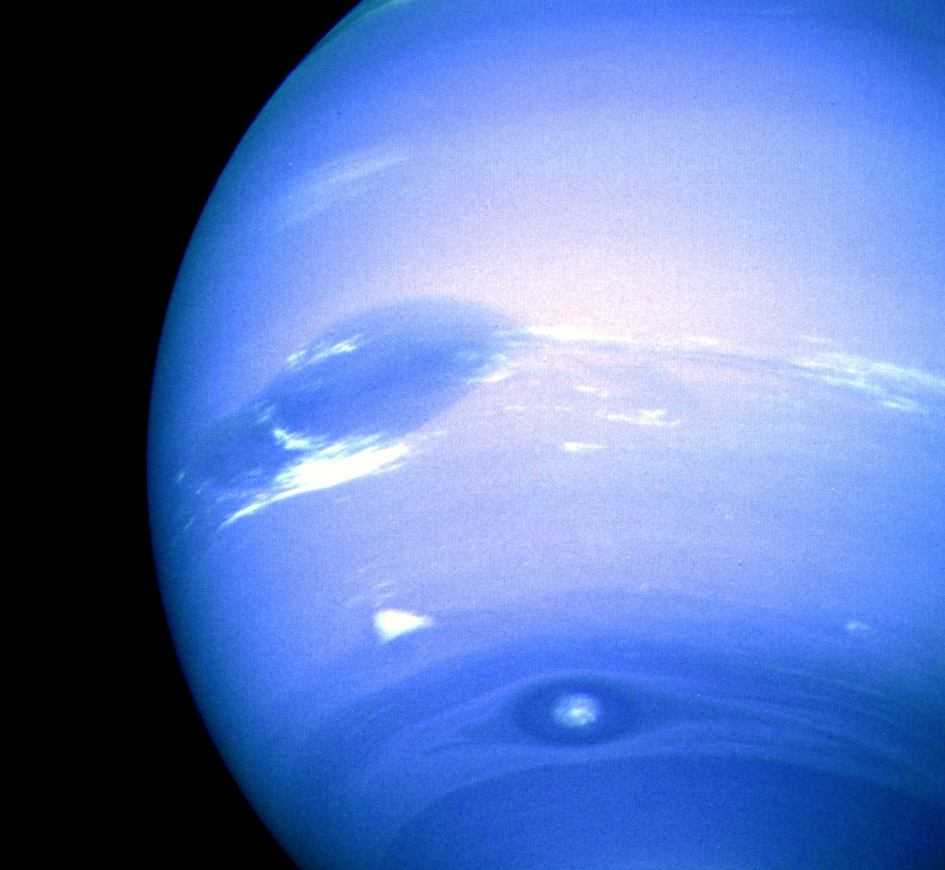
Velká a Malá tmavá skvrna a bílá oblaka v atmosféře Neptunu

Do roku 2019 nebyla oficiálně schválena žádná další mise k Neptunu či některému z měsíců planety. Vznikla řada studií a inženýrských návrhů, jak by sonda měla vypadat, ale žádný z nich ještě nebyl schválen či definitivně odsouhlasen. Koncepty předpokládají například atmosférickou sondu pro studium atmosféry planety, která oproti Jupiteru a Saturnu bude zřejmě bližší původní mlhovině, ze které vznikla sluneční soustava.
Pro úspěšné vyslání sondy je potřeba zajistit jiný druh napájení sondy, než zpravidla používané fotovoltaické panely. Pro přílišnou vzdálenost od Slunce bude potřeba získávat energii radioaktivním rozpadem prvků v radioizotopovém generátoru, který úspěšně používá i vozítko Curiosity na Marsu.
Odhady z roku 2004 hovořily o startu sondy mezi roky 2016 až 2018 s příletem k planetě v roce 2035
a novější plány počítaly s vysláním sondy mezi lety 2015 až 2020, kdy bylo možné využít Jupiter a Saturn jako gravitační prak pro urychlení letu a průletu sondy kolem planety na konci 20. let 21. století.
Vzhledem k neschválení žádné z těchto misí je další startovací okno pro misi k Neptunu až v letech 2029 až 2030.
Do roku 2017 nebyly známé podrobnější informace o případné sondě, jejím vybavení ani vzhledu. Vědecká komunita se soustředila na sestavení úkolů, které by sonda měla vykonat, aby přinesla nové poznatky o planetě či o jejím měsíci Tritonovi.
V roce 2017 NASA vydala rozbor případných dalších misí k Uranu a Neptunu a zdůraznila vědeckou důležitost těchto misí.
Uran a Neptun jsou totiž ledoví obři, kteří se liší od plynných obrů i terestrických planet a jejich vlastnosti dosud nebyly uspokojivě prozkoumány, ačkoli je tento typ planet v Mléčné dráze velmi hojný, protože tvoří většinu nalezených exoplanet. Pochopení jejich vlastností by umožnilo přesněji modelovat vznik a vývoj planet. Rozbor se věnoval mnoha okolnostem těchto misí a zjistil, že pro dosažení všech hlavních vědeckých cílů musí alespoň jednu z těchto planet navštívit planetární sonda, která k ní vypustí atmosférickou sondu. Zároveň ale v daném startovním oknu neexistuje dráha, na které by jediná sonda mohla navštívit obě planety, ale jediný nosič by mohl vypustit dvě sondy, ke každé planetě jednu. Tento rozbor na závěr doporučil vyslání planetární sondy s atmosférickou sondou pouze k jediné planetě.
Další možnost přináší Evropská kosmická agentura, která představila koncept programu ODINUS (Origins, Dynamics, and Interiors of the Neptunian and Uranian Systems), který by pomocí dvojice planetárních sond vyslaných v roce 2034 prozkoumal Uran i Neptun.

### Amatérské pozorování
Neptun není možné spatřit pouhým okem. Pro pozorování stačí obyčejný triedr, ale pokud pozorovatel chce vidět více než malou tečku, je potřeba použít větší dalekohled. Pro pozorování modrozeleného disku se doporučuje použít dalekohled s minimálně 25 až 30 centimetrů velkým zrcadlem. V době opozice je zdánlivá hvězdná velikost Neptunu 7,8m a úhlový průměr 2,4".

#### Pozice
Až do roku 2022 se bude Neptun nacházet v souhvězdí Vodnáře a v květnu toho roku přejde dočasně do souhvězdí Ryb. Díky zdánlivému retrográdnímu pohybu se ovšem v srpnu vrátí do Vodnáře a do Ryb znovu přejde v březnu 2023. Jelikož se Neptun nachází v opozici v polovině září, jsou nejlepší měsíce pro pozorování mezi červencem a listopadem. Pro zjištění polohy planety je nejvhodnější použít některý z celé řady softwarů (např. Stellarium), který ke konkrétnímu datu přesně určí pozici planety.

## Název planety
Název planety je odvozen od starořímského boha Neptuna, který byl synem Saturna a Opina, představujícího původně boha toků a později jako boha moří, oceánů, koní a jezdeckých závodů. Neptun byl ve starověkém Římě později ztotožněn s řeckým Poseidónem, čímž došlo i k výměně manželek z bohyně Salacie na Amfitrité. Symbolem pro planetu se stal trojzubec.
Krátce po objevení Neptunu se planeta nazývala více názvy. Nejprve se o ní mluvilo jako o „planetě za Uranem“ a nebo jako o „Le Verrierově planetě“. První pokus o definitivní pojmenování planety vzešel od Galleho, který propagoval jméno Janus. V Anglii začal Challis používat jméno Okeanos. Jelikož měl objevitel právo pojmenovat nově objevenou planetu, Le Verrier rychle rozhodl, že nově objevená planeta ponese jméno Neptun a nepravdivě prohlásil, že název byl oficiálně schválen francouzským úřadem Bureau des Longitudes. V říjnu se objevila snaha pojmenovat planetu zpět po Le Verrierovi, což se setkalo mimo Francii se značným odporem. Záměr byl přejmenovat Uran na „Herschel“ dle jejího objevitele sira Williama Herschela a pro Neptun používat název „Leverrier“.
Německý astronom Struve 29. prosince 1846 v Petrohradě prosazoval název Neptun, který byl pak rychle přijat jako oficiální název, čímž byla zachována tradice, že planety jsou pojmenovávány po mytologických postavách z římské mytologie.

## Neptun vkultuře

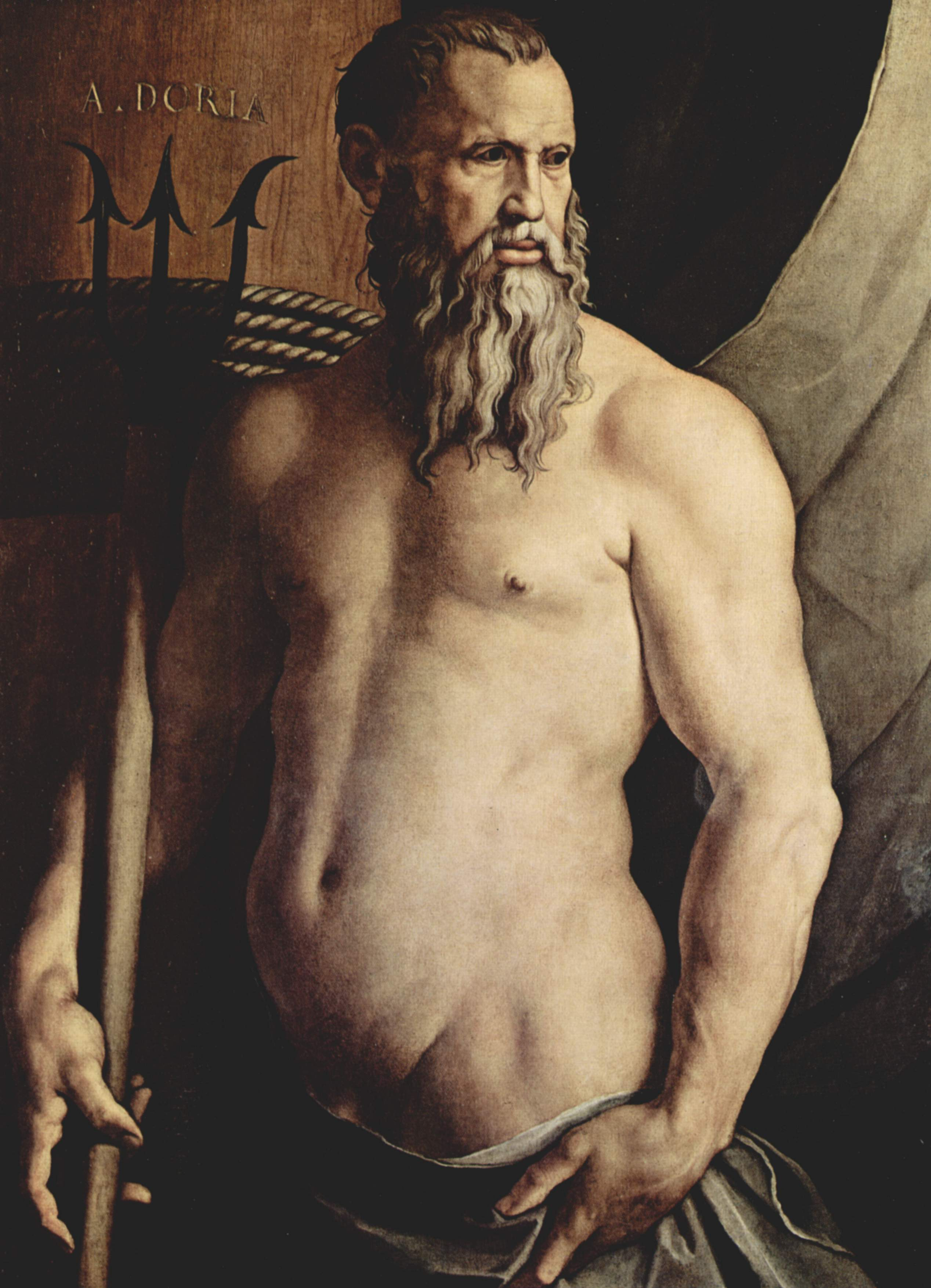
Andrea Doria jako Neptun – alegorický obraz od Agnola Bronzina znázorňuje vladařskou hegemonii Janova v Tyrhénském moři

### Astrologie
Planeta Neptun nemá v klasické astrologii žádný význam, jelikož byla objevena až v novověku, starým národům nebyla její existence známa.
Řada moderních astrologů však s planetou Neptun pracuje. Podobně jako v případě Uranu, i zde hovoří o „transpersonální“ planetě, jejíž vliv je spojován i s celospolečenskými a dlouhodobými procesy. Překročení hranic jednotlivce (nebo jejich znejistění) je v moderní astrologii základním významem Neptunu, a to s kladným i záporným znaménkem. Do témat spojených s touto planetou tak patří např. nevědomí a hypnóza, iluze, podvody, drogy, ale také romantismus, sociální cítění, náboženské vytržení, touha po překonání vlastního Já, transcendenci a spáse. Z věcí prozaičtějších spadají pod Neptunův patronát třeba i módní trendy nebo Internet.
Někteří moderní astrologové učinili pokus včlenit Neptun i do tradičního systému „vládců znamení“ a přiřadili mu vládu nad znamením Ryb, jež však v tradiční astrologii patří Jupiteru.

### Sci-fi
Neptun se vyskytl v celé řadě sci-fi filmů a knih. Poprvé se v literatuře vyskytl v roce 1889, kdy se objevil jako neobyvatelná ledová planeta v díle Earth-born!. V roce 1930 napsal Olaf Stapledon epický román Last and First Men: A Story of the Near and Far Future, ve kterém vystupoval Neptun jako domov vyspělé lidské rasy budoucnosti. V 40. a 50. letech 20. století se objevoval jako planeta s globálním oceánem v příbězích Kapitána budoucnosti. V 60. letech vyšel román Nearly Neptune od Hugha Walterse, která pojednává o prvním pilotovaném letu k Neptunu, jenž však skončí neúspěchem poté, co oheň zničí systémy podpory života na palubě lodi. Ve filmu se objevil Neptun například ve sci-fi hororu Horizont události, líčící příběh ztracené lodi za drahou Neptunu a záchranné mise.

### Neptunovy měsíce v kultuře
Vyjma planety samotné se objevují v umění i její měsíce. Například americký autor Larry Niven ve svém díle Prstenec situoval na měsíc Nereida základnu mimozemské rasy známé jako Outsider.